# 리사 모레티
리사 모레티(Lisa Moretti, 1961년 11월 26일 ~ )는 미국의 여자 프로레슬링선수다. 본명은 리사 마리 모레티(Lisa Mary Moretti)다. 그는 키가 166cm 몸무게는 61kg나가는 WWF의 링네임이 아이보리(Ivory)라는 가지고 있지만 예전 링네임이 마리 모레티(Mary Moretti)다. 피니쉬는 사모안 드라이버/Samoan driver, 닐링 페이스버스터/Kneeling facebuster, 브릿지 스트레이트 재킷 일렉트릭 체어 드롭/Bridging straight jacket electric chair drop으로 사용을 한다. 2018년에 WWE 명예의 전당에 헌액되었다.

## 수상
- CCW 위민스 태그탬 챔피언 (1회) - 셀리나 메이저스
- GLOW 챔피언 (1회)
- GLOW 태그팀 챔피언 (1회) - 애쉴리 카르티에
- LSC 챔피언 (1회)
- POWW 챔피언 (2회)
- 레슬러 오브 더 위크 (매치 13-19, 1998)
- 슈퍼걸스 챔피언 (1회)
- WSU 홀 오브 페임 (2011)
- WWF 위민스 챔피언 (구 버전) (3회)
- WWE 홀 오브 페임 (2018)